# Csavarpálma-virágúak
A csavarpálma-virágúak (Pandanales) az egyszikűek osztályának (Liliopsida) egyik rendje. Korábbi rendszerekben megítélésük teljesen más volt. Két fontosabb családjuk (villáspálmafélék – Cyclanthaceae, csavarpálmafélék – Pandanaceae) között nem tételeztek fel szorosabb rokonságot, így a villáspálmafélék a pálmavirágúak (Arecales, Palmales) rendszerének végére kerültek, mint alcsalád (Cyclanthoideae), míg a csavarpálmafélék a gyékényfélékkel (Typhaceae) és a békabuzogányfélékkel (Sparganiaceae) alkották a csavarpálmák rendjét (Pandanales). A két családnak csak az alosztálya volt közös; mindkettő a torzsavirágzatúak (Spadiciflorae) közé tartozott. A Borhidi-rendszerben már a két csoport egy főrendet (Pandananae) alkot, és mindkettő egy-egy rend. Viszont még itt is egy alosztályban szerepelnek a pálmalakúakkal (Arecidae), feltételezve ezzel a közeli rokonságot. A legújabb molekuláris kladisztikai vizsgálatok igazolták, hogy a pálmákkal semmiféle szorosabb rokonsági kapcsolatuk nincsen, a hasonló alkat, felépítés, torzsavirágzat stb. csak konvergens tulajdonságok. Egyre valószínűbbnek látszik, hogy közös őstől erednek a jamszgyökérvirágúakkal (Dioscoreales), tehát a két rend együtt monofiletikus csoportot alkot (az Egyszikűek c. szócikk taxoboxában ezért foglaltuk össze a két csoportot Pandanae klád néven). A csavarpálmák cserjék, liánok, vagy 30 m-es magasságot is elérő fák. Az óvilági trópusi területeken terjedtek el. Valószínűleg csak a harmadkorban jelentek meg a Földön.

## Morfológia
Leveleikből – a pálmákkal ellentétben – hiányoznak a kovatestek.
A sejtfalaikban nem találunk UV-fluoreszcens anyagokat.
Kemotaxonómiai vizsgálatok igazolák, hogy nem tartalmaznak szteroidszaponinokat, flavonoidokat és viaszokat.
Vékony, másodlagos vastagodásra nem képes szárukat sokszor léggyökerekkel támasztják meg.
Virágaik egyivarúak, virágtakaró nélküliek. Porzós virágaik sok porzólevelet tartalmaznak, a termősek viszont csak egytermőjűek. A virágokban rendszerint a másik ivarlevelek csökevényei is megtalálhatók. A virágok igen változatos, sokvirágú virágzatokba tömörülnek.
Pollenképzésük szukcesszív.
Magvaik szekunder endospermiuma keményítőtartalmú.

## Rendszerezés
A rendnek 5 családja ismeretes. A Pandanus nemzetség csonthéjas termései az ananászéhoz hasonló terméságazatokat alkotnak . A nemzetség egyes fajait parfümök készítésére, fűszerként ételek, italok és édességek ízesítésére, közvetlen emberi fogyasztásra vagy éppen a textiliparban használatos rost nyerésére használják.